# Мальяно-Романо
Мальяно-Романо (итал. Magliano Romano) — коммуна в Италии, располагается в регионе Лацио, в провинции Рим.
Население составляет 1490 человек (2008 г.), плотность населения составляет 70 чел./км². Занимает площадь 21 км². Почтовый индекс — 60. Телефонный код — 06.
Покровителем коммуны почитается святой Иоанн Креститель, празднование 24 июня, и святая Пуденциана, празднование в последнее воскресение июня.

## Демография
Динамика населения:

## Администрация коммуны
- Официальный сайт: http://www.comunedimaglianoromano.it/